# Furie van Houtepen
De Furie van Houtepen of Haultepenne slaat op de inname van Breda die plaatsvond op 26 en 27 juli 1581 tijdens de Tachtigjarige Oorlog, gedurende Parma's negen jaren. Feitelijk was het geen beleg maar een gevecht in de stad. Het gevecht werd gewonnen door de Spaansgezinde generaals Claudius van Berlaymont, heer van Haultepenne en Maarten Schenk van Nydeggen.

## Toestand
Het Spaanse garnizoen in Breda was op 4 oktober 1577 vertrokken, o.a. als gevolg van het Eeuwig Edict, dat alle koninklijke troepen gebood zich terug te trekken. Hiervoor was echter wel een twee maanden lang durend beleg nodig geweest. Breda had zich reeds op 13 september 1579 aangesloten bij de Unie van Utrecht, in tegenstelling tot haar buurstad 's-Hertogenbosch, die katholiek was gebleven na een gevecht tussen protestanten en katholieken, en zodoende onder Spaans gezag terugkwam. Het was vanwege die verbindingsstad dat Breda al in 1581 aangevallen kon worden, want alle andere Brabantse steden (Antwerpen, Bergen op Zoom, Brussel en Leuven) bleven de opstand trouw en blokkeerden de weg naar het noorden.
Aan het begin van het jaar 1581 hadden de Spanjaarden het huis Baarle ingenomen, dat de weg van Breda naar Hoogstraten en Turnhout beheerste. De drossaard en 'superintendent' van Breda, Roelof van Statenbroeck, trachtte dit steunpunt vergeefs te heroveren, waarop de Staten van Brabant kolonel Lagarde stuurden. Als antwoord zond de Spaanse landvoogd Parma de Heer van Haultepenne met een leger naar Brabant. Lagarde waarschuwde vanuit Breda het bestuur van Geertruidenberg over het naderende gevaar, maar men dacht hierbij weinig aan de eigen verdediging; het Kasteel van Breda herbergde 33 krijgers onder leiding van kolonel Bervoet en van Statenbroeck, en de stad slechts 20 soldaten met aan het hoofd jonker Floris van Brederode en vaandrig Dorpe, en daarnaast de gewapende burgerij van burgemeester Goodevaert Montens.

## Aanval

### De list van Balafré
Op het Kasteel van Breda zat een aanhanger van de Spaanse koning gevangen; deze heette Karel van Gaveren (Frans: Charles de Gavre) en was heer van Fresin. Van Gaveren kocht een Waalse soldaat om, die Balafré heette en voornamelijk werkzaam was in de keuken. Balafré zou gereed staan op de uitkijk van de afgesproken muur van de Bredase veste; hij stond 3 uur lang op wacht en had de andere soldaten die hem wilden aflossen gezegd dat hij nu voor hen zou staan, als zij later voor hem wacht zouden lopen. Bovendien had hij getracht de bezetting die avond dronken te voeren.

### Gevecht om de Bredasche burcht
's Nachts om 2:00 uur trokken de Spaanse soldaten onder leiding van Haultepenne en Maarten Schenk in stilte op en Balafré liet ze over de wallen van het kasteel klimmen. Terwijl dit gaande was, voer een Hollandse hopman de haven van Breda binnen, aanschouwde de klimmende soldaten en vuurde enkele schoten om Breda te waarschuwen. De gealarmeerde burgerij onder leiding van burgemeester Montens en het staatse garnizoen grepen naar de wapenen. Terwijl de burgers naar hun plekken toeliepen, haastte de bevelhebber van de vestingsoldaten zich naar de poort om hen binnen te laten, maar trof daar vijanden. In de nu volgende schermutseling verloren hij en tien andere staatsen het leven, van wie er twee van de muur en in de gracht vielen. De 22 overgebleven staatsen trokken zich terug in de binnenburcht, de donjon, waar ze het nog enige tijd volhielden, maar zich na driemaal desgevraagd overgaven op voorwaarde van ontwapening en genade. De veste werd ingenomen, ondanks het feit dat de bevolking reeds gealarmeerd was.

### Het stadsgevecht
Vanuit de bevolking, onder leiding van burgemeester Montens, wachtmeester Wierik van den Biestraaten en andere stadsbestuurders, werden de stadswallen bezet en er werden barricades opgeworpen op het Kasteelplein, bij de vismarkt en de valbrug over de gracht tussen de burcht en het Valkenberg. De huizen met uitzicht op de veste werden bemand door staatse schutters, en soldaten met dubbelhaken stelden zich op in de kerktoren. De staatsen trachtten zich zo lang mogelijk te verweren, hopende dat zij door een hulpmacht van Lagarde zouden worden ontzet; zij hadden hiervoor enige boden uitgezonden. Maarten Schenk had echter de wegen buiten Breda door zijn ruiterij laten bezetten en onderschepte de met spoed gestuurde boden. Na hevige straatgevechten, waarin de Spaanse troepen vijf of zes keer terug in het kasteel werden gedreven, slaagden dezen erin door te breken in het Valkenberg (de kasteeltuin) en uiteindelijk kregen ze de Gasthuiseindepoort in handen, zodat ze nieuwe troepen konden binnenlaten. Ten slotte gaf de bevolking zich over op voorwaarde dat er niet zou worden geplunderd.

### Overgave en einde
Dit gebeurde echter toch. Iedereen werd gevangengenomen, moest kostbaarheden afstaan en werd vaak zelfs vermoord. Lang hield het moorden en plunderen aan, en uiteindelijk vielen er 584 doden.

## Gevolgen
Door de val kwam noordelijk Brabant in Spaanse handen, en werd het voor Parma makkelijker om enkele jaren later, in 1584-1585, Antwerpen definitief in te sluiten en te veroveren. Doordat Breda weer in Spaanse handen viel, kon Willem van Oranje, die drie jaar later in 1584 vermoord zou worden, niet in Breda bijgezet worden, zoals met zijn eerste echtgenote Anna van Egmont nog wel was gebeurd. Willem van Oranje werd daarom in 1584 bijgezet in de Nieuwe Kerk in Delft, later gevolgd door andere familieleden, onder wie zijn vierde echtgenote Louise de Coligny en zijn zonen Maurits van Oranje en Frederik Hendrik van Oranje. In 1590 zou Breda weer in Staatse handen terechtkomen, met de spectaculaire aanval van Maurits met het Turfschip van Breda, waarna het in 1625 nog een keer door Spinola voor Spanje veroverd zou worden, totdat Frederik Hendrik Breda in 1637 definitief bij de Verenigde Nederlanden voegde.
1577: Beleg door Hohenlohe · 
1581: Furie van Houtepen · 
1590: Turfschip van Breda · 
1624-25: Beleg door Spinola · 
1637: Beleg door Frederik Hendrik · 
1793: Beleg door Dumouriez · 
1813: Beleg door Roguet